# Álvaro Jiménez
Álvaro José Jiménez Guerrero (ur. 19 maja 1995 w Kordobie) – hiszpański piłkarz występujący na pozycji napastnika w Albacete Balompié.